# Làmpada PH
Les làmpades PH són una sèrie de dispositius d'il·luminació dissenyats per l'escriptor i dissenyador danès Poul Henningsen (1894–1967) a partir de 1924. La característica principal del seu disseny és el seu sistema de pantalles que difonen la llum evitant l'enlluernament, ja que només emeten llum reflectida, ocultant la font de la llum.

## Història
El1926, l'arquitecte Poul Henningsen, PH (1894-1967), va crear el seu famós llum PH 5, que des de llavors s'ha convertit en un model exemplar. Avui continua sent considerada com una peça del disseny d'il·luminació danès, icònic i innovador.
Els primers models del llum PH de tres pantalles es van presentar a principis de 1926. Posteriorment, Poul Henningsen va ajustar els últims detalls, i al juny de 1926 va poder llançar el llum definitiu de tres pantalles en cristall opal tal com la coneixem avui en dia.
El prototip del primer llum PH va ser fabricat per Poul Henningsen en 1924 després de gairebé deu anys d'experimentació. Com Henningsen havia crescut en una ciutat danesa sense electricitat a principis del segle xx, el seu objectiu era el d'imitar la llum càlida i difusa dels llums de querosè amb un llum elèctric.
La làmpada va ser presentada a l'exposició d'Arts Decoratives de París l'any 1924 i va començar a ser venuda l'any 1926. A partir de llavors, el fabricant Louis Poulsen va llançar un gran nombre de models de llums PH: llums de taula, llums per a tauleta de nit, llums murals, aranyes, llums de lectura, llums per a dentistes i cirurgians en diferents combinacions de colors i materials. Diversos d'aquests models encara es continuen produint.

## Models
A partir de la base d'aquesta làmpada va crear més de 100 models diferents, fent de cadascun d'ells unes peces tan imaginatives com pràctiques i acomodables a múltiples estances. El model més popular és la làmpada penjant PH-5 de 1958 amb quatre pantalles externes, de les quals la superior reflecteix la llum cap amunt, i les altres la reflecteixen cap avall, amb dues pantalles acolorides a l'interior. La proporció entre el diàmetre de les seves pantalles és de 4: 2: 1. El llum PH-5 va ser concebuda per a penjar a poca distància d'una taula, reflectint llum càlida gràcies a la seva pantalla vermella. Els models de PH-5 amb pantalles interiors blaves permeten il·luminar els colors de manera més fidedigna.

## Galeria

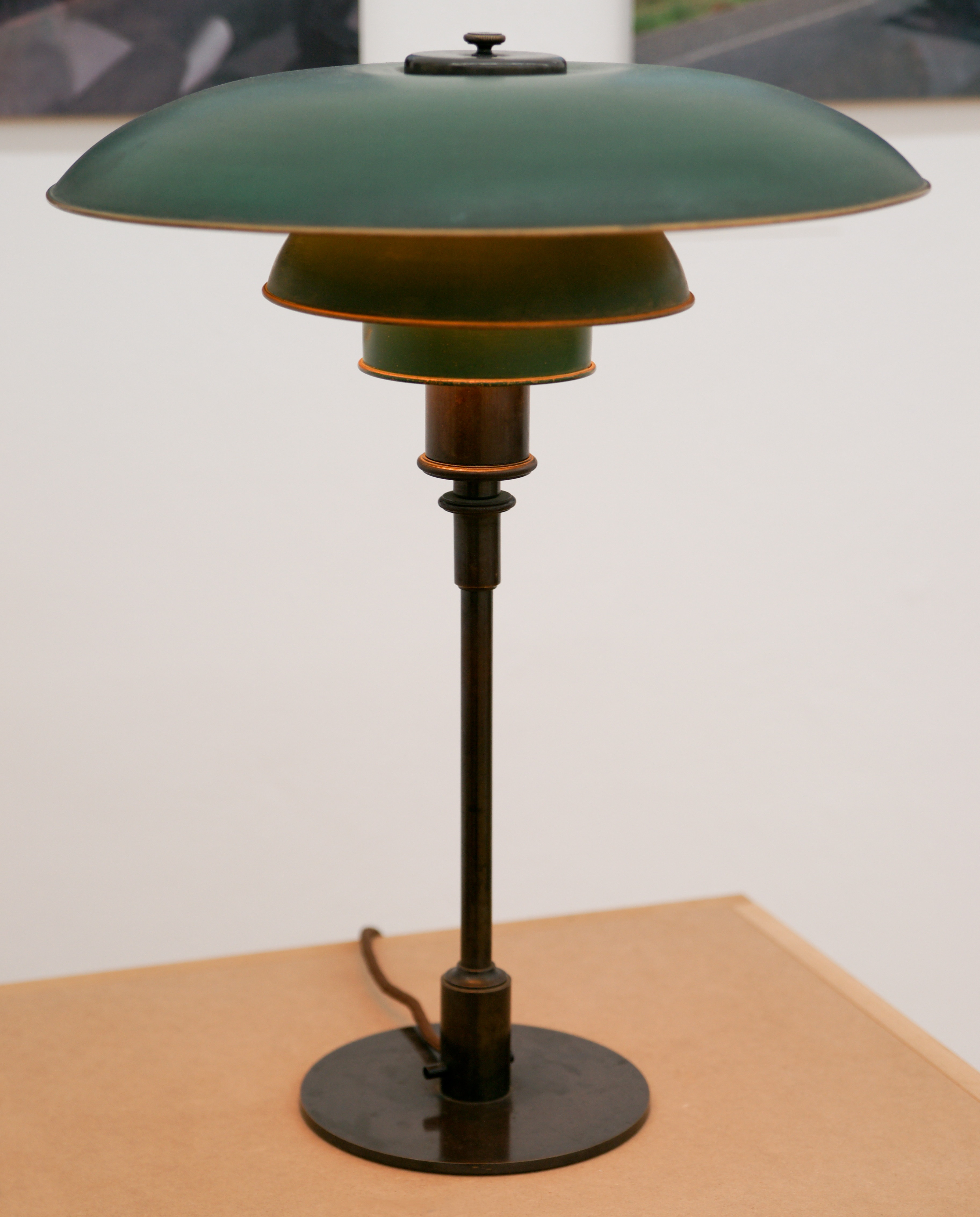
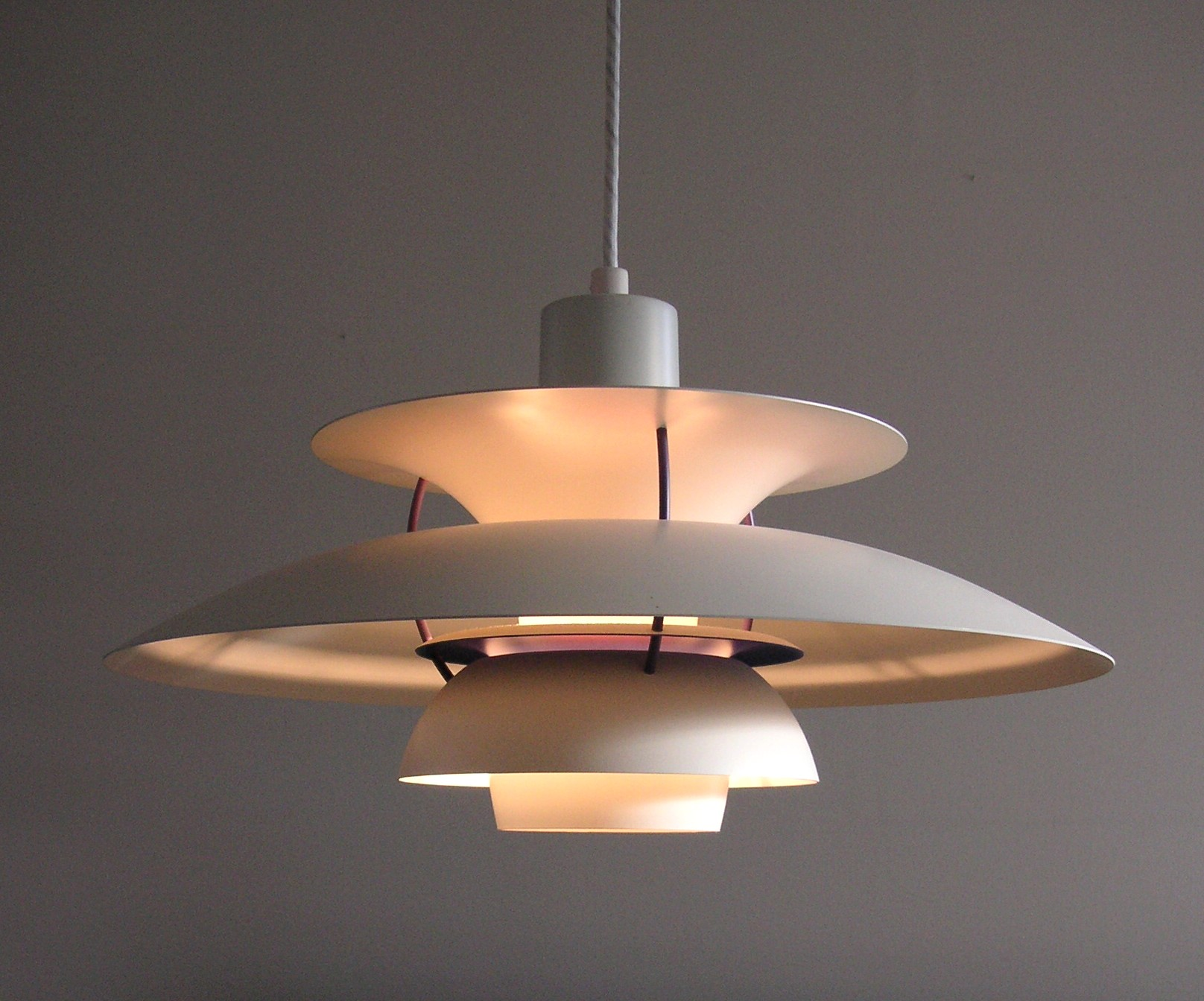
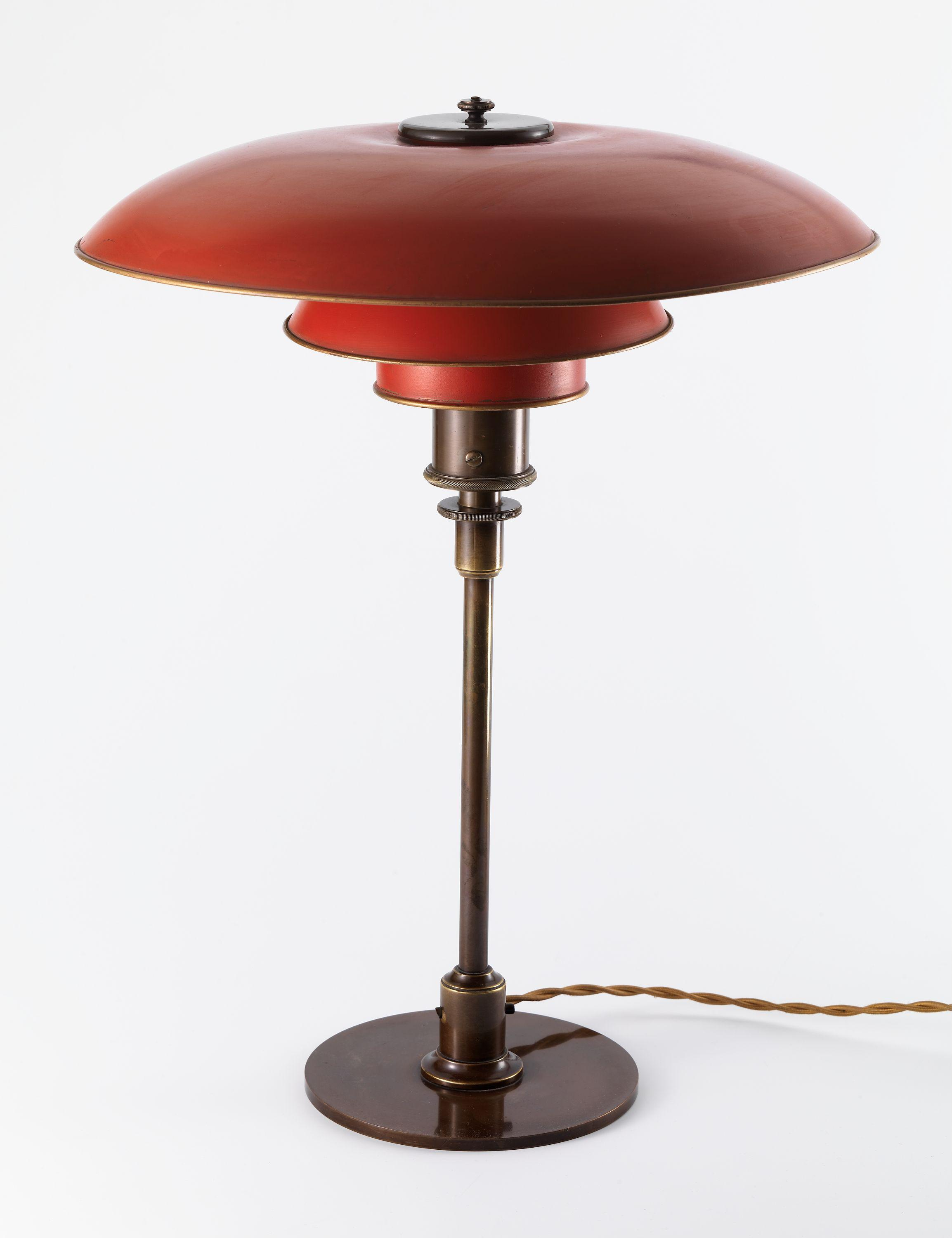
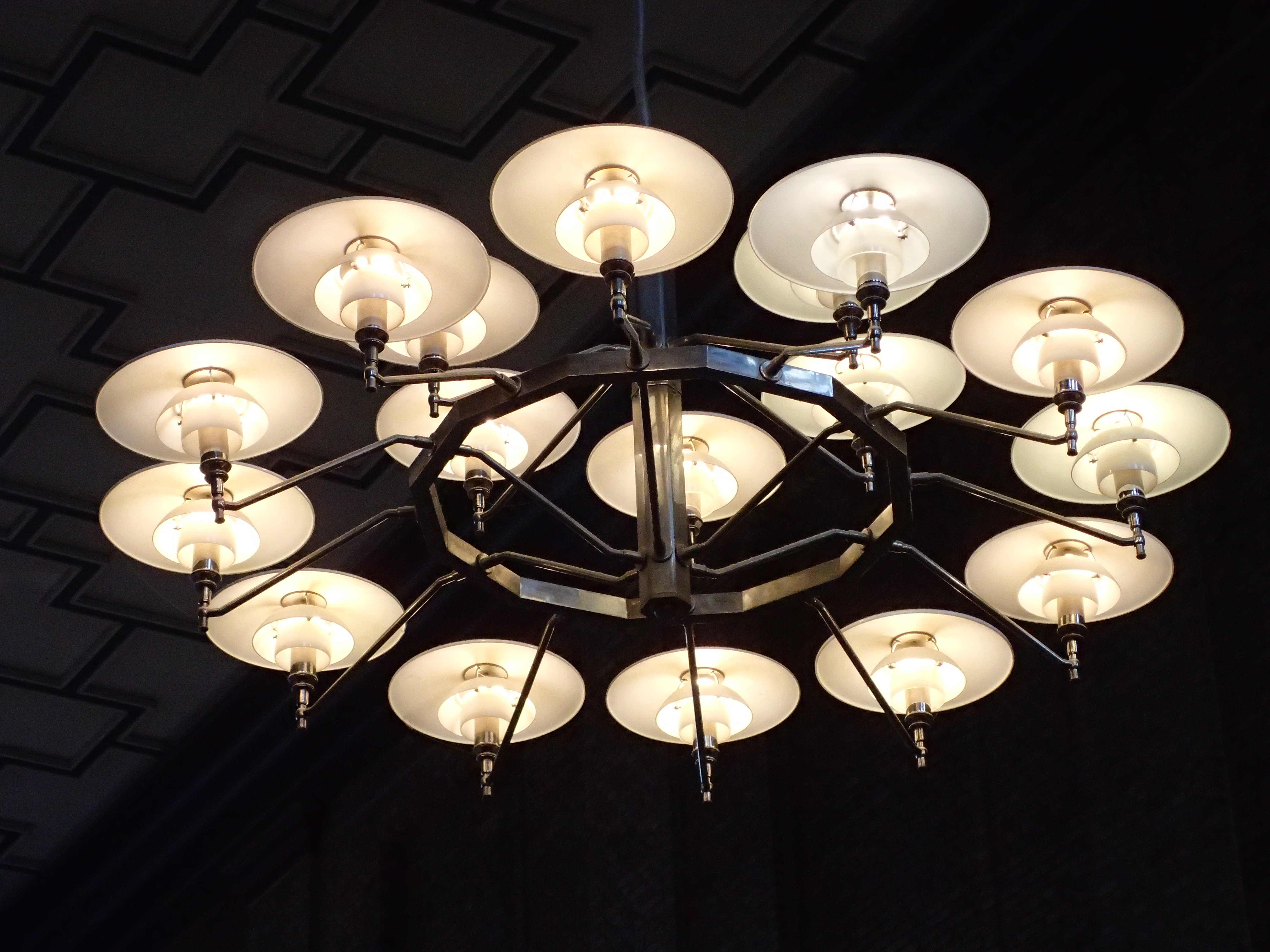
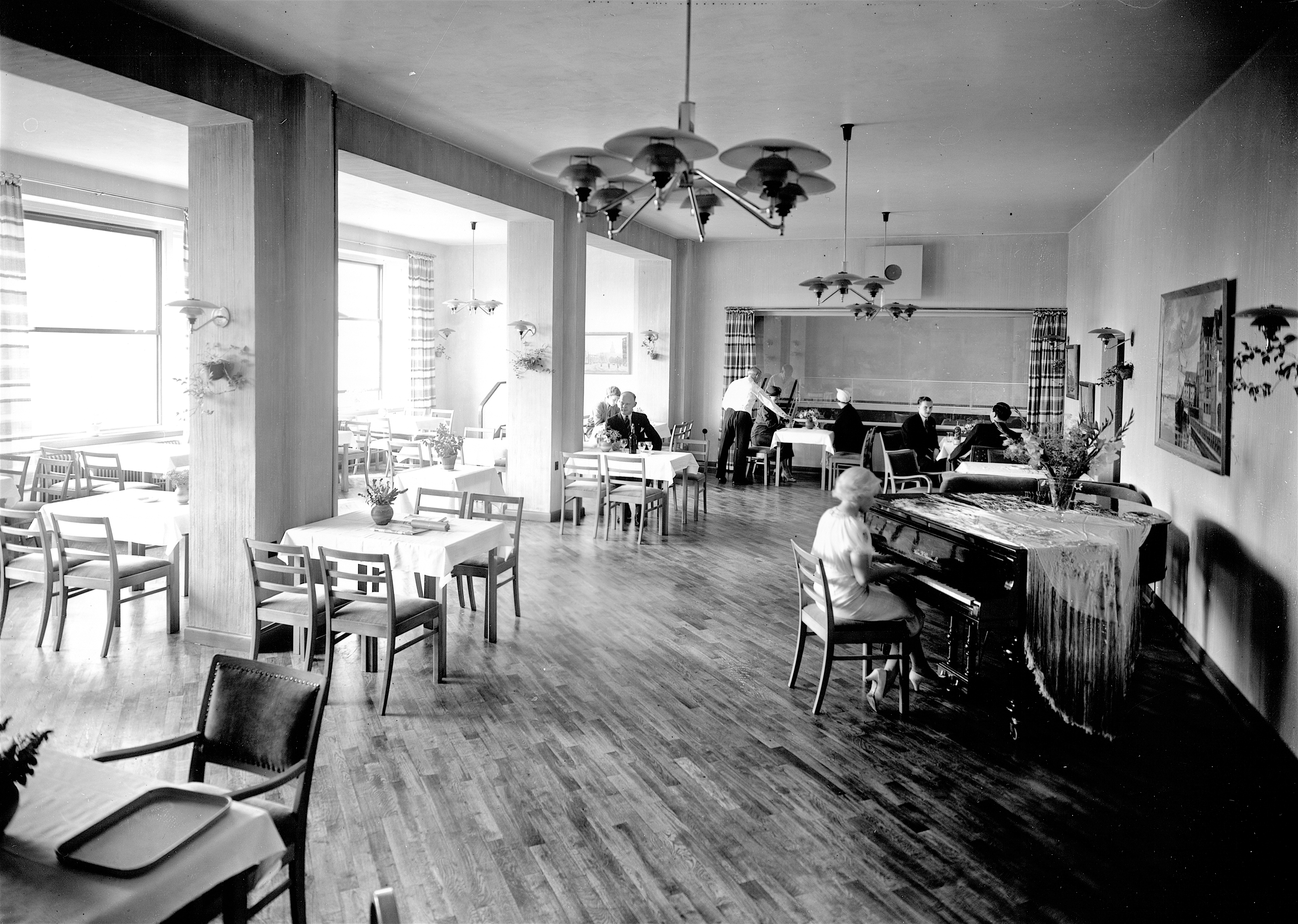
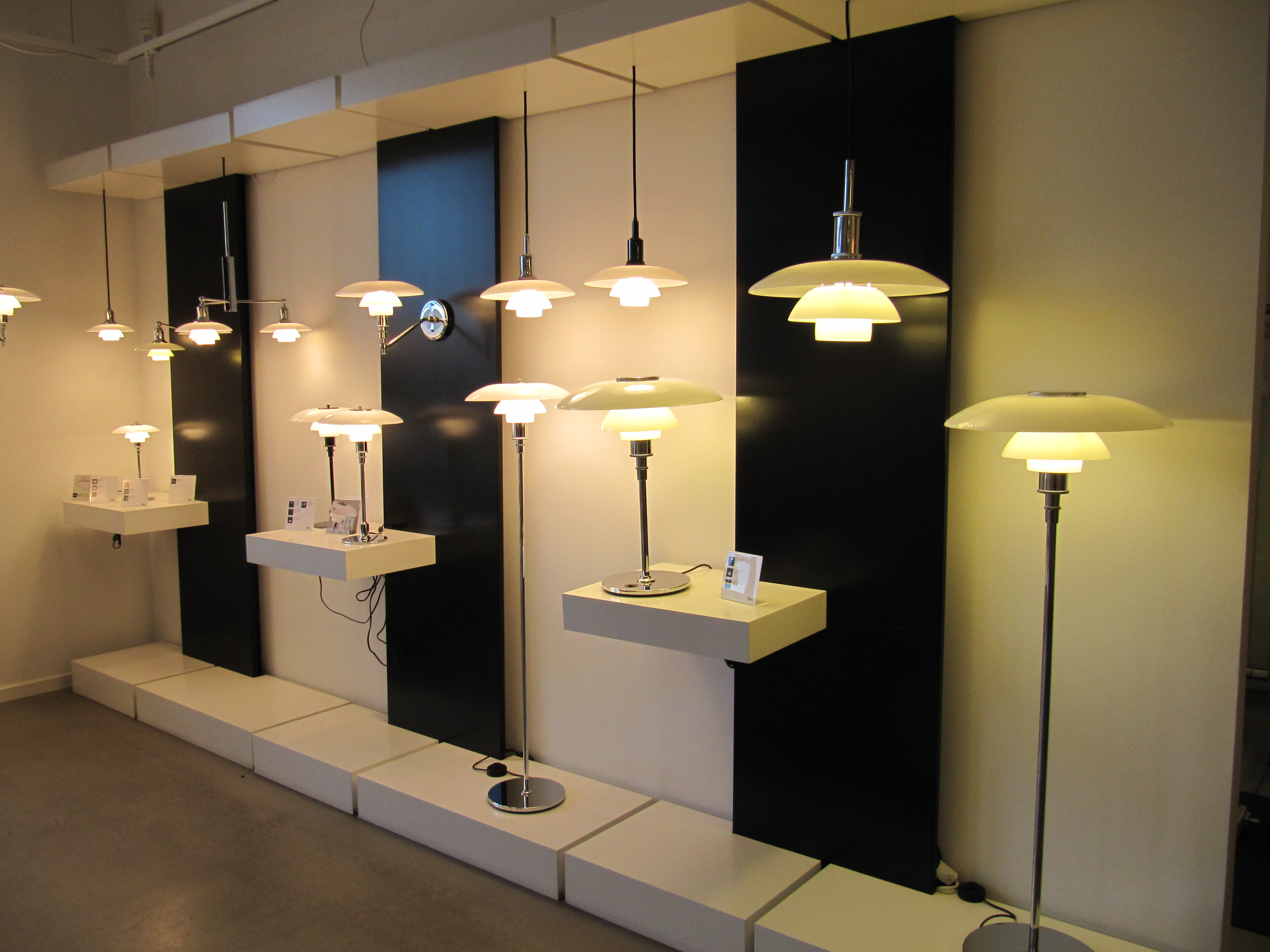

## El sistema de la llum

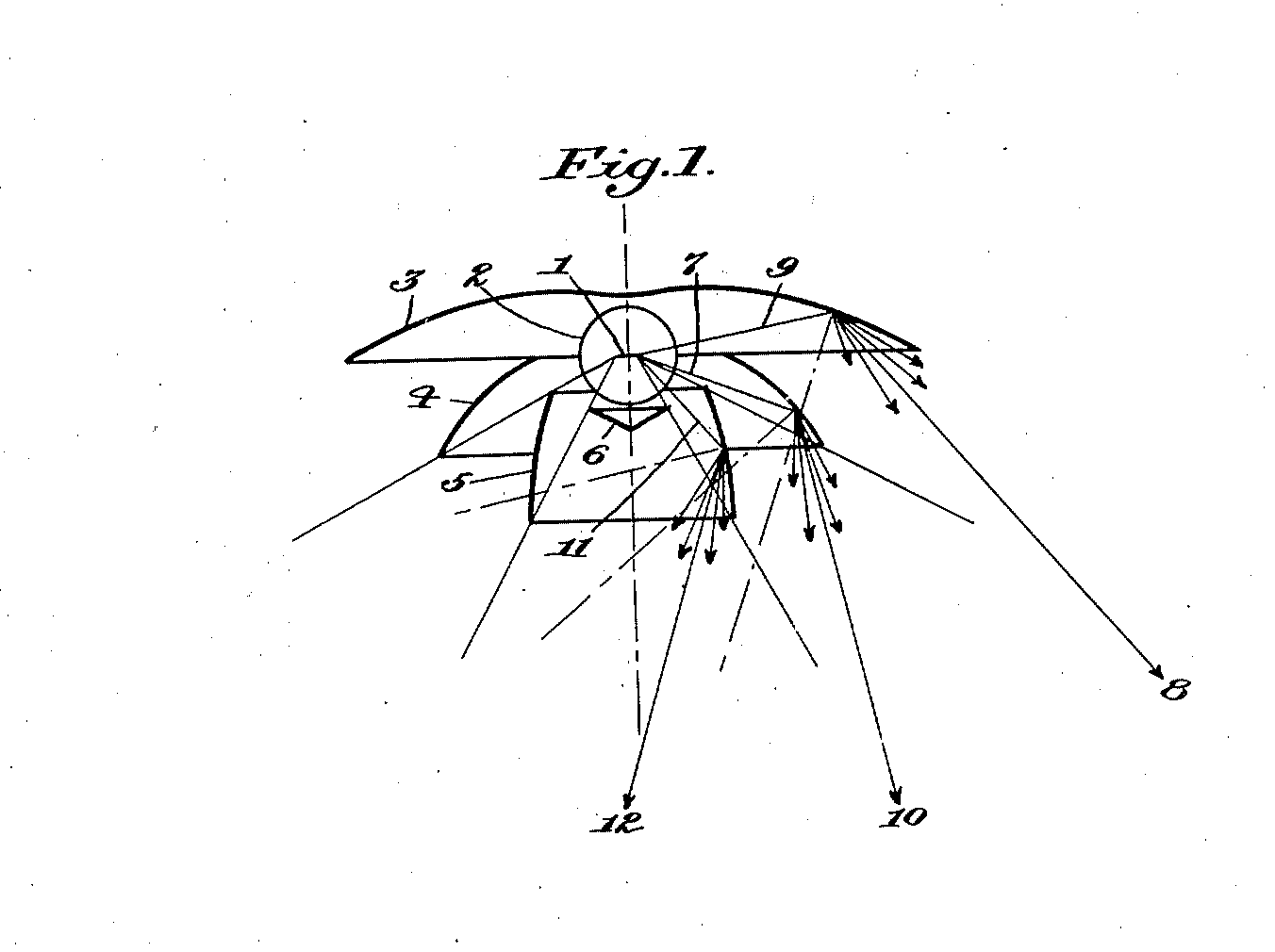
Patent utilitzada per la làmpada PH

El sistema de pantalles va suposar una nova manera de pensar sobre la llum. D'una banda, el llum conduïa la llum cap a on es necessitava, aportava reflexió i atenuació. Per un altre, evitava la llum intensa de l'època deixant que les pantalles es tanquessin al voltant de la font de llum, evitant així una llum enlluernadora.
PH es va centrar en estudiar l'espai on es necessitava la llum. Va dividir l'habitació en quatre zones d'il·luminació i va col·locar el seu llum penjant, suspesa sobre la taula del menjador. La major part de la llum havia d'apuntar cap a les coses que estaven sobre la taula, és a dir, el més important i d'altra banda, la llum es distribuïa per tot l'espai en les tres zones restants. Un sistema de visualització molt avançat per a distribuir la llum en quantitats acuradament mesures.